# Troglodyte arada
Cyphorhinus arada
Espèce
Synonymes
- Myrmornis arada Hermann, 1783 (protonyme)

Répartition géographique
Statut de conservation UICN

 LC  : Préoccupation mineure
Le Troglodyte arada (Cyphorhinus arada) est une espèce d'oiseaux de la famille des Troglodytidae.

## Répartition et sous-espèces

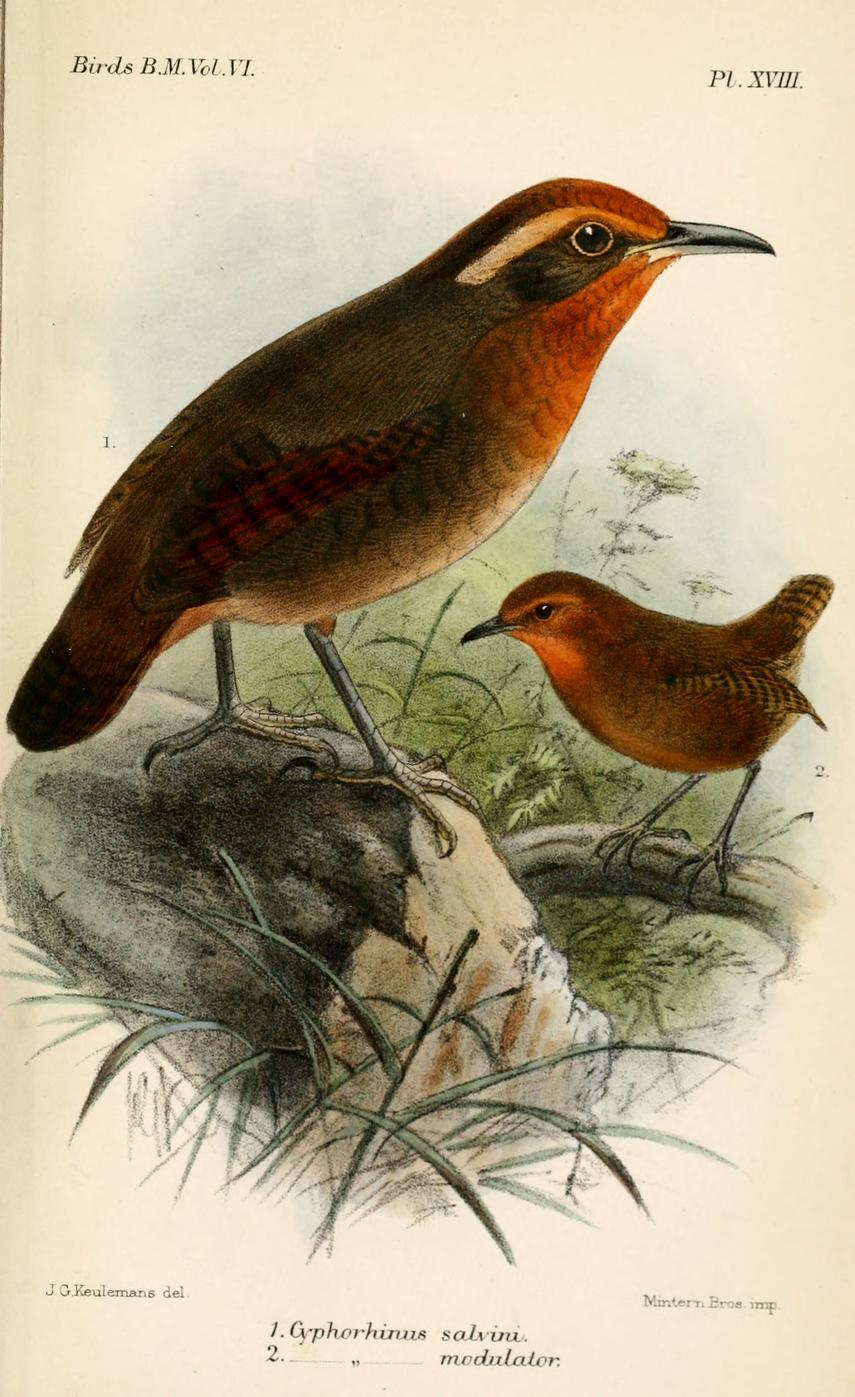
Les sous-espèces C. a. salvini (à gauche) et C. a. modulator (à droite), par John Gerrard Keulemans en 1881.

Selon la classification de référence du Congrès ornithologique international (15.1, 2025) il se répartit en six sous-espèces :
- C. a. arada (Hermann, 1783) — du plateau des Guyanes à l'Amazone ;
- C. a. griseolateralis Ridgway, 1888 — interfluve des rios Tapajós et Jamanxim ;
- C. a. interpositus (Todd, 1932) — interfluve des rios Madeira et Tapajós ;
- C. a. transfluvialis (Todd, 1932) — des Andes colombiennes au rio Negro ;
- C. a. salvini Sharpe, 1882 — ouest de l'Amazonie ;
- C. a. modulator (d'Orbigny, 1838) — sud-ouest de l'Amazonie.